# İrem Helvacıoğlu
İrem Helvacıoğlu (ur. 2 lutego 1990) – turecka aktorka.

## Życiorys
Urodziła się 2 lutego 1990 roku w Niemczech, jej rodzina pochodzi z Ankary. Uczyła się aktorstwa w Centrum Sztuki Müjdat Gezen, a pierwszy raz wystąpiła na scenie w wieku 11 lat. W 2011 roku zadebiutowała w serialu Behzat Ç.: Bir Ankara Polisiyesi, natomiast pierwszy raz zagrała w filmie Aşkın Dili w 2014 roku. Zagrała mniejsze role w serialach takich jak Wspaniałe stulecie i Güneşin Kızları. W latach 2018–2019 grała główną rolę w serialu Sen Anlat Karadeniz i w 2018 roku wraz z Ulaşem Tuna Astepe otrzymali nagrodę Altın Kelebek (Złoty motyl) dla najlepszej serialowej pary.

## Filmografia
| Filmy     | Filmy                           | Filmy                  |
| Rok       | Tytuł                           | Rola                   |
| --------- | ------------------------------- | ---------------------- |
| 2014      | Aşkın Dili                      |                        |
| 2016      | Organik Aşk Hikâyeleri          |                        |
| 2017      | Babası                          | Aslı                   |
| 2018      | Kızım ve Ben                    | Serap                  |
| 2018      | Her Sey Seninle Güzel           |                        |
| Seriale   |                                 |                        |
| Rok       | Tytuł                           | Rola                   |
| 2011      | Behzat Ç. Bir Ankara Polisiyesi |                        |
| 2012-2013 | Wspaniałe stulecie              | Nurbahar Hatun (Clara) |
| 2013–2014 | Kurtlar Vadisi Pusu             | Esra Türkmen           |
| 2015      | Güneşin Kızları                 | Tuğçe                  |
| 2016–2017 | No 309                          | Pelinsu                |
| 2018–2019 | Sen Anlat Karadeniz             | Nefes Zorlu Kaleli     |
| 2021      | Seni Çok Bekledim               | Ayliz                  |
| 2021      | Baş Belası                      | İpek                   |